# Leiosaurus paronae
Leiosaurus paronae — вид ігуаноподібних ящірок родини Leiosauridae. Ендемік Аргентини. Вид названий на честь італійського зоолога Коррадо Парони.

## Поширення і екологія
Leiosaurus paronae мешкають на заході центральної Аргентини, в провінціях Мендоса, Сан-Хуан, Ла-Ріоха, Сан-Луїс, Ла-Пампа, Кордова, Катамарка і Сантьяго-дель-Естеро. Вони живуть в сухих тропічних лісах Чако та в чагарниках Монте.